# Tanjungpinang Kota (plaats)
Tanjungpinang Kota is een bestuurslaag in het regentschap Tanjung Pinang van de provincie Riau-archipel, Indonesië. Tanjungpinang Kota telt 4878 inwoners (volkstelling 2010).